# Einschienenbahn Kitakyūshū
Die Einschienenbahn Kitakyūshū (jap. 北九州モノレール Kitakyūshū monorēru), auch Kitakyūshū Monorail genannt, ist als knapp 9 Kilometer lange Einschienenbahn mit 13 Haltestellen Teil des ÖPNV der japanischen Stadt Kitakyūshū auf der Insel Kyūshū. Sie wurde 1985 in Betrieb genommen und besteht nur aus der Kokura-Linie (jap. 小倉線, Kokura-sen, offiziell: 北九州高速鉄道小倉線, Kitakyūshū kōsoku yusō Kokura-sen, dt. Kitakyūshū Schnellbahn Kokura-Linie). Sie ist die erste Einschienenbahn der Welt, bei der die Fahrzeugböden plan und nicht durch die Drehgestelle der Tragräder zerklüftet waren und an der entsprechende Hochbahnsteige gebaut wurden.

## Geschichte
Ende Juli 1976 wurde die Betreibergesellschaft gegründet, die am 6. Dezember des Jahres das technische Patent von Satoru Sone, einem Eisenbahningenieur und ehemaligen Professor der Kogakuin-Universität erwarb, der die Einschienenbahntechnik dahingehend revolutionierte, dass mittels veränderter Fahrzeugarchitektur ebenerdige Böden über den Drehgestellen möglich waren. Dies führt zu deutlich höherer Passagierkapazität in den Wagen und auch der optische Eindruck im Inneren ist harmonischer. Funktionieren konnte das Ganze nur im Zusammenspiel mit deutlich höheren Bahnsteige als bis dahin üblich.
Ursprünglich war geplant, die Strecke auf der Nordseite des Bahnhofs Kokura zu beginnen, um den dortigen Ausgangsbereich wiederzubeleben. Da es jedoch technisch schwierig und somit finanziell unrealistisch war, über den San’yō-Shinkansen zu gelangen, wurde beschlossen, auf der Südseite des Bahnhofs Kokura eine Station zu bauen. Dies stieß jedoch auf heftigen Widerstand seitens der Unternehmerschaft des Einkaufsviertels Uomachi, welche die Beeinträchtigung des Stadtbildes als Hauptgrund ihrer Ablehnung anführten. Es gab daher Forderungen nach einer unterirdischen Einschienenbahn im Bereich des Bahnhofs Kokura, die jedoch aus Kosten- und technischen Gründen nicht realisiert wurde. Stattdessen wurde zur Beruhigung der Geschäftsleute die erste Station rund 400 Meter südlich des Bahnhofsgebäudes errichtet.
Nach mehreren Jahren Bauzeit wurde die Strecke am 9. Januar 1985 mit 8,4 Kilometern Länge und 12 Haltestellen zwischen Heiwadōri im Norden sowie Kikugaoka im Süden eingeweiht. Das sehr umständliche Umsteigen bzw. der sehr lange Fußweg zum Bahnhof des Shinkansens waren jedoch von Beginn an ein erhebliches Hemmnis zur Nutzung der neuen Schnellbahn, der Betrieb war stark defizitär. Daher unterzeichneten die Stadt Kitakyūshū und JR Kyushu am 14. Januar 1993 eine Absichtserklärung über eine Nordverlängerung mit direktem Zugang in den Bahnhof Kokura. So wurde mit der Eröffnung am 1. April 1998 die Trasse am nördlichen Ende um 400 Meter und eine Haltestelle erweitert und direkt in das Empfangsgebäude des Bahnhofs von Kokura (dem Hauptbahnhof von Kitakyūshū) geführt, womit eine unmittelbare Umsteigemöglichkeit zum San’yō-Shinkansen geschaffen wurde.

## Strecke
Die Strecke verläuft durchgehend aufgeständert und vollständig zweigleisig von der Station Kokura in südlicher Richtung über 9 Haltestellen bis zur Station Tokuriki Arashiyamaguchi. Dabei verläuft sie nicht nur über eine längere Strecke über dem „National Highway 322“, sondern auf rund 800 Metern Länge nach der Station Jōno zusätzlich unter dem „Kyushu Expressway Route 1“. Selbst die Station Kitagata befindet sich vollständig unter der Autobahntrasse. An der Station Tokuriki Arashiyamaguchi biegt die Strecke nach Osten ab und erreicht nach einer weiteren Zwischenstation die Endstation Kikugaoka mit Umsteigemöglichkeit zur Hitahikosan-Linie der JR Kyushu. Hier, am südlichen Ende der Strecke, befinden sich auch das Hauptzugdepot und das Betriebswerk.
Die Gesamtlänge beträgt ohne Betriebsgleise 8,8 Kilometer und umfasst insgesamt 13 Haltestellen.

### Weitere Planungen
Derzeit gibt es keine Pläne, eine weitere Linie zu bauen oder die vorhandene zu erweitern.

## Fahrzeuge
Auf der Kokura-Linie werden seit 1985 dieselben Fahrzeuge eingesetzt, Typ 1000 genannt. Es handelt sich um vierteilige Zuggarnituren für den Zweirichtungsverkehr mit zwei End- und zwei Mittelwagen. Die Endwagen sind je 15,5 Meter lang, wiegen 27,0 und 27,6 Tonnen und bieten 114 Passagieren Platz. Die Mittelwagen sind jeweils 14,6 Meter lang, wiegen 25,4 und 26,0 Tonnen und haben eine Kapazität von 125 Personen. Damit ist eine Zuggarnitur insgesamt 60,2 Meter lang, wiegt 106 Tonnen und transportiert 478 Passagiere, davon 148 auf Sitzplätzen. Die Züge sind 2,98 Meter breit, haben eine Bodenhöhe von 1,13 Meter und eine Höhe von insgesamt 5,17 Metern bei den Endwagen, während die Mittelwagen etwas niedriger sind. Angetrieben werden die Züge von acht Fahrmotoren mit ursprünglich jeweils 75 Kilowatt, also einer Gesamtleistung von 600 Kilowatt. Ausgelegt sind die Züge für eine Höchstgeschwindigkeit von 65 km/h. Bis zur Eröffnung der Nordverlängerung bestand der Fuhrpark aus neun Zuggarnituren.
Für die Streckenerweiterung wurde 1998 eine zehnte Zuggarnitur neu angeschafft. Die Frontpartiene dieser Einheit ist etwas flacher, außerdem wurde die Lackierung beginnend mit diesem Zug von einheitlich Creme-Blau auf unterschiedliche Farben umgestellt.
Ab 2007 wurden nach über 20 Betriebsjahren alle Zuggarnituren einer technischen und optischen Aufbereitung unterzogen. Nach und nach sind bei allen Zügen eine Wechselrichtersteuerung und neue Drehstrom-Induktions-Fahrmotoren mit je 100 Kilowatt Leistung eingebaut sowie die vorderen Drehgestelle der Endwagen entsprechend dem Neubau von 1998 etwas nach vorne gesetzt worden. Dabei ist der Wechselrichter der neueste Typ und verfügt über eine volldigitale arithmetische Steuerung durch einen 32-Bit-Mikrocomputer, Vektorsteuerung, vollelektrische Bremsunterstützung und eine Funktion für den Betrieb mit konstanter Geschwindigkeit.
Die Zuggarnitur 01 stellte am 20. April 2016 den kommerziellen Betrieb ein und wurde noch im selben Jahr aus dem Register gestrichen. Grund für das Abstellen war es, die Kosten für den Umbau zu einer profitablen Struktur zu senken.
Der Betreiber, die Kitakyūshū Rapid Transit Railway, plant für den Zeitraum von 2026 bis 2037 den Ersatz der derzeit neun Triebzüge des Typ 1000. Aufgrund finanzieller Probleme ist es dabei ein Grundsatz, sich bei der Entwicklung neuer Schienenfahrzeuge an die Spezifikationen dieses Typs zu halten. Autonomes Fahren durch CBTC mit Stufe GoA3 und neue Technologien wie Speicherbatterieantrieb sollen dann zum Einsatz kommen.

## Technik
Die Einschienenbahn Kitakyūshū ist eine Sattelbahn vom System ALWEG und wurde von Hitachi mit 850 Millimeter breiten Fahrbalken sowie einer 1500 Volt Gleichstromversorgung gebaut.

## Betrieb
Betrieben wird die Einschienenbahn von der Kitakyūshū Kōsoku Tetsudō Kabushiki-gaisha (北九州高速鉄道株式会社) täglich zwischen 6 Uhr und Mitternacht. Dabei besteht in der Regel ein Zehn-Minuten-Takt, der werktags morgens im Berufsverkehr auf 7 Minuten verdichtet und täglich ab 22 Uhr auf 15 Minuten ausgedünnt wird. Für die Fahrt zwischen den beiden Endhaltestellen Kokura und Kikugaoka werden 19 Minuten benötigt.
Die Einschienenbahn ist Eigentum der Stadt Kitakyūshū. Bis zur Erweiterung in den Bahnhof Kokura schrieb die Bahn rote Zahlen.

## Bildergalerie

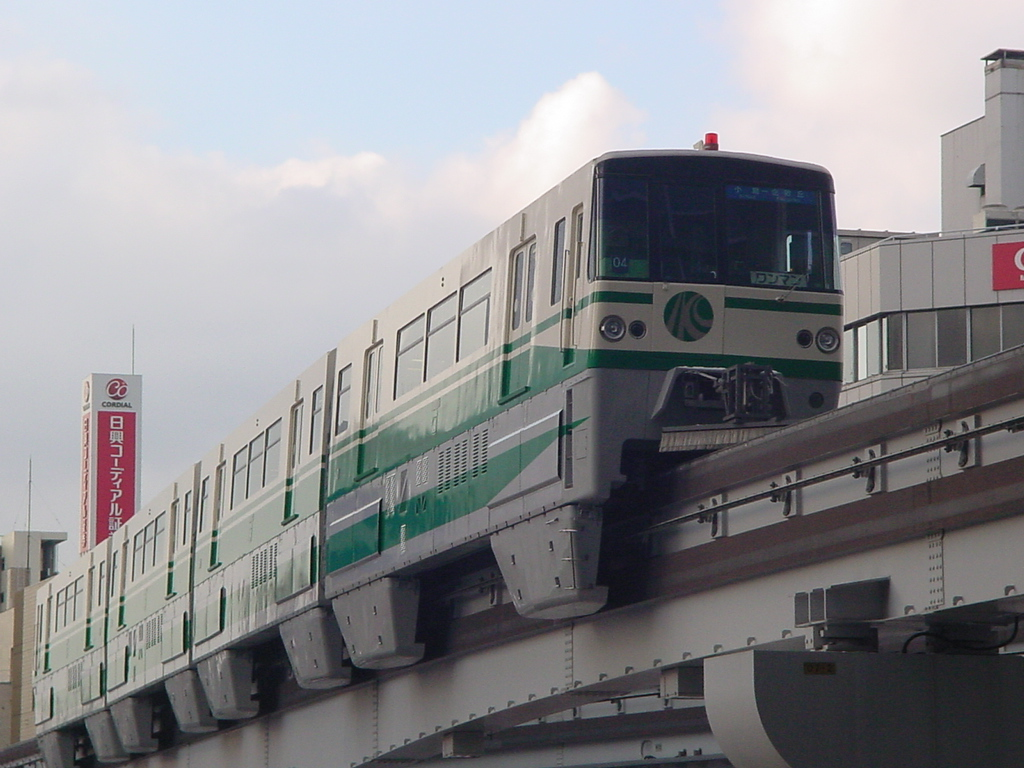
Ein Zug vom Typ 1000 auf freier Strecke in 2006
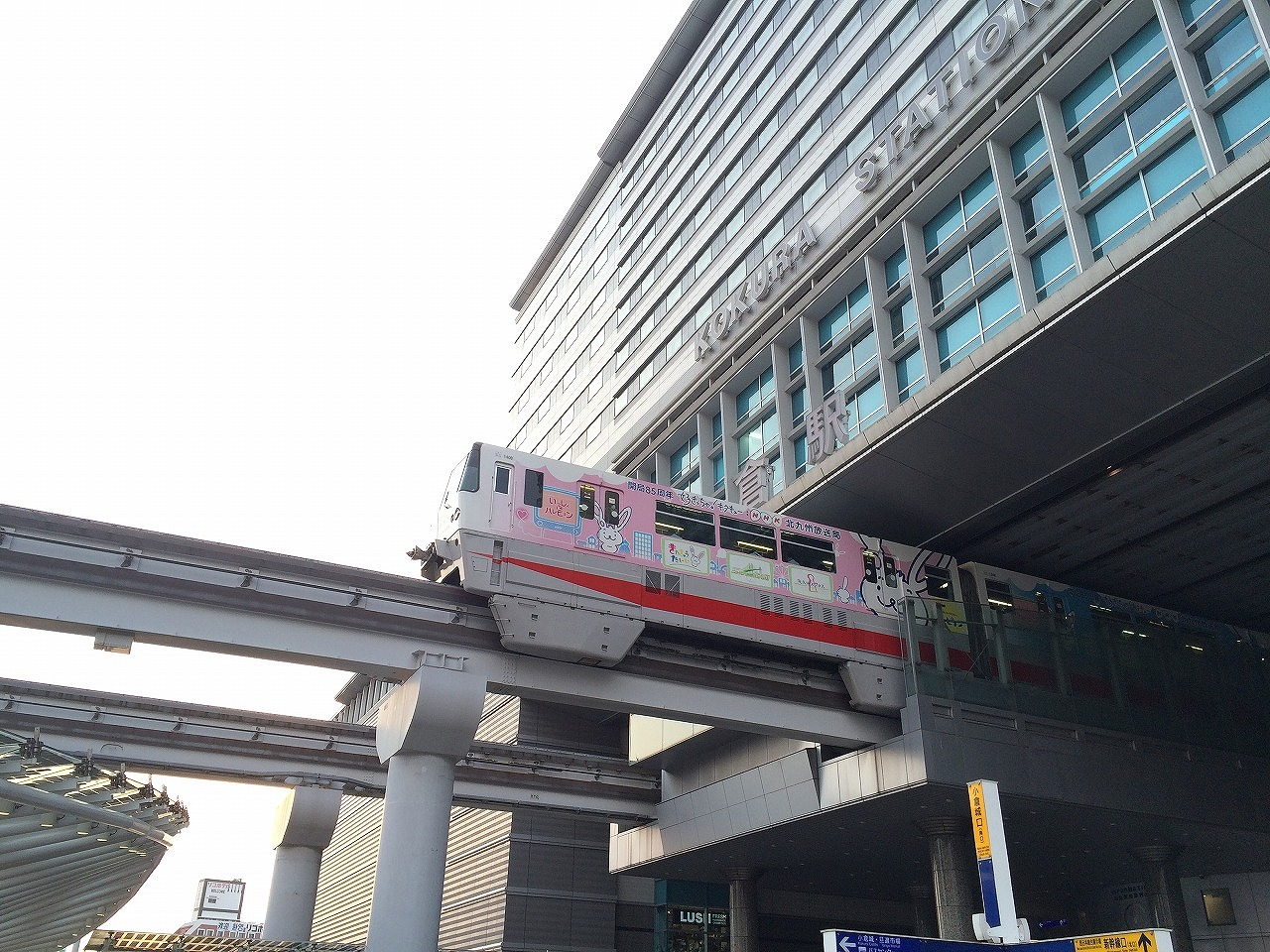
Eine Garnitur mit Ganzzugwerbung verlässt die Station Kokura
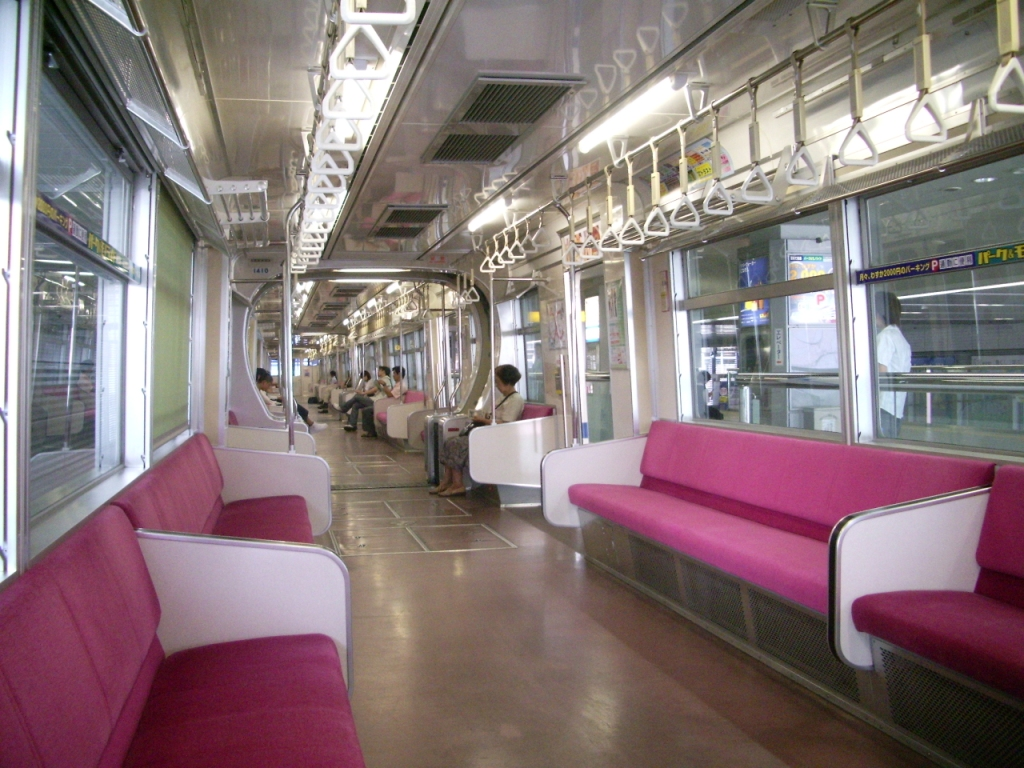
Innenansicht eines Zuges
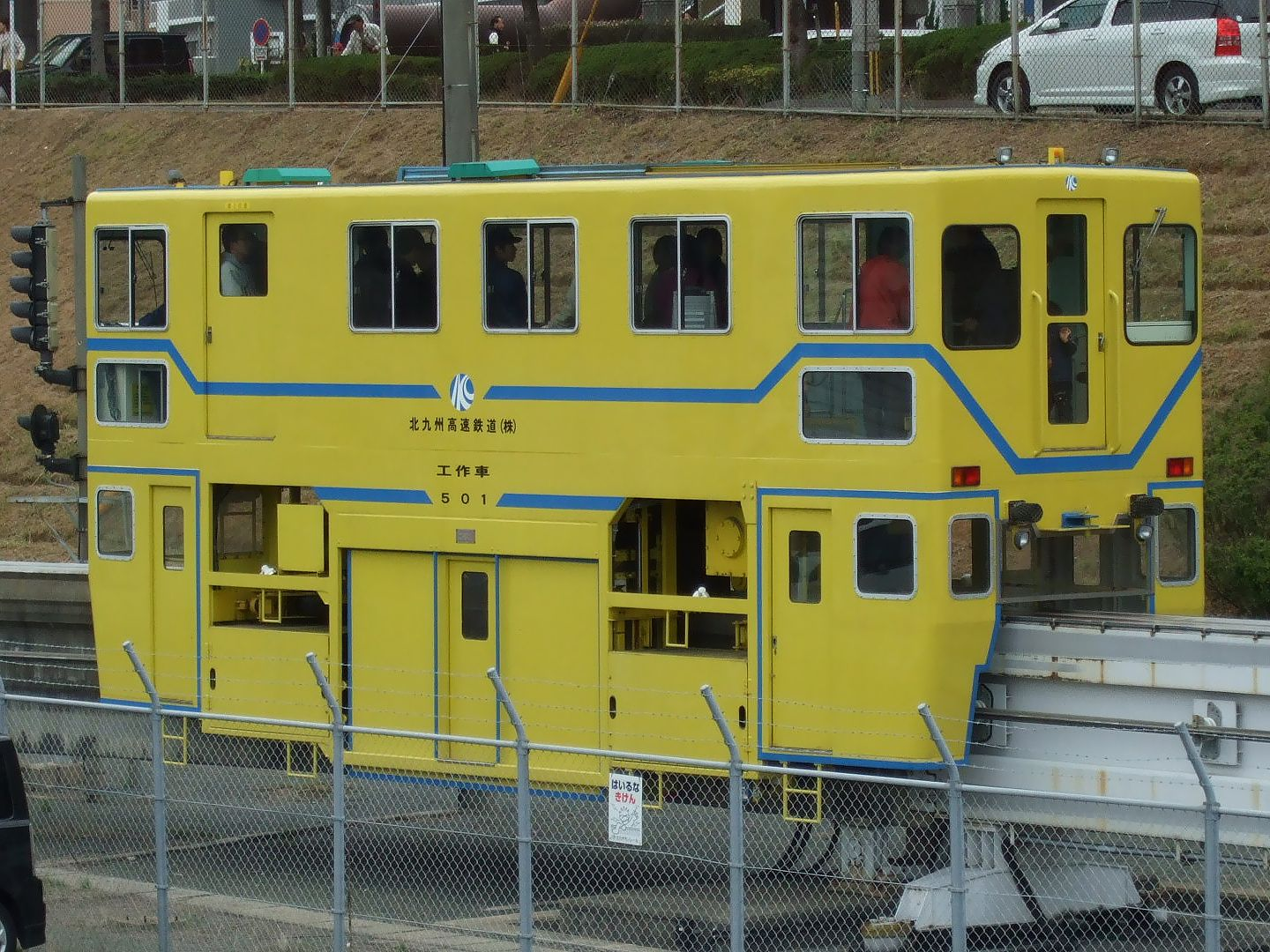
Der Arbeitszug Typ 501

## Trivia
Einmal im Jahr gibt es eine Bier- und Weinfeier, die in und an der Einschienenbahn begangen wird. In jedem November findet das „Einschienenbahn-Festival“ auf dem Depotplatz statt. Es finden verschiedene Veranstaltungen statt, darunter auch eine Probefahrt mit einem Arbeitsfahrzeug, indem normalerweise nicht mitgefahren werden kann. Eine weitere Attraktion ist, dass am 24. Dezember der Weihnachtsmann in den Zügen mitfährt.